# Шико (округ, Арканзас)
Шаблон:StateAbbr_ 33°17′53″ пн. ш. 91°16′30″ зх. д. / 33.298055555556° пн. ш. 91.275° зх. д.
Округ Шико (англ. Chicot County) — округ (графство) у штаті Арканзас. Ідентифікатор округу 05017.

## Історія
Округ утворений 1823 року.

## Демографія
За даними перепису
2000 року
загальне населення округу становило 14117 осіб, зокрема міського населення було 8786, а сільського — 5331.
Серед мешканців округу чоловіків було 6846, а жінок — 7271. В окрузі було 5205 домогосподарств, 3642 родин, які мешкали в 5974 будинках.
Середній розмір родини становив 3,12.
Віковий розподіл населення поданий у таблиці:
| Стать    | До 15 років | 15-21 | 22-29 | 30-39 | 40-49 | 50-65 | 65-85 | Понад 85 |
| -------- | ----------- | ----- | ----- | ----- | ----- | ----- | ----- | -------- |
| Чоловіки | 1604        | 766   | 718   | 940   | 955   | 988   | 796   | 79       |
| Жінки    | 1517        | 705   | 673   | 883   | 1002  | 1192  | 1083  | 216      |

## Суміжні округи
- Діша — північ
- Болівар, Міссісіпі — північний схід
- Вашингтон, Міссісіпі — схід
- Іссаквена, Міссісіпі — південний схід
- Іст-Керролл, Луїзіана — південь
- Вест-Керролл, Луїзіана — південь
- Моргаус, Луїзіана — південний захід
- Ешлі — захід
- Дру — північний захід